# مسيحية خلقيدونية
مسيحية خلقدونية وهي الكنائس التي تؤمن بقانون خلقدونية الذي أُقر في المجمع المسكوني الرابع في خلقدون سنة 451 بعد الميلاد وهي التي تؤمن بألوهية وإنسانية يسوع في طبيعتان منصلتان وتتضمن الكنيسة الرومانية الكاثوليكية و‌الكنائس الأرثوذكسية الشرقية إضافة للطوائف البروتستانتية. ويفرق ما بين هذه الكنائس مع كنيسة المشرق والتي تؤمن أن المسيح لديه إلهية كاملة و انسانية كاملة في طبيعة واحدة.